# Eugene Amandus Schwarz

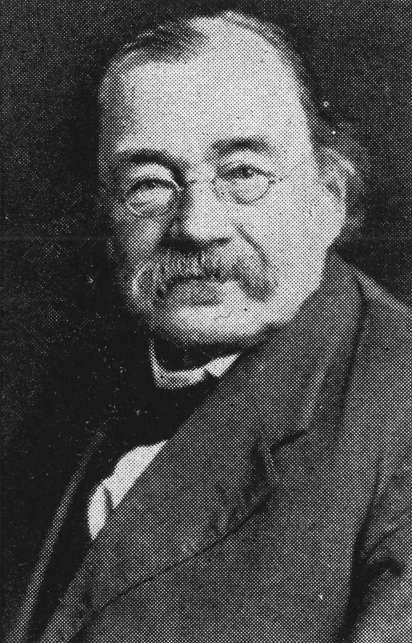
Eugene Amandus Schwarz

Eugene Amandus Schwarz (* 21. April 1844 in Liegnitz, Provinz Schlesien; † 15. Oktober 1928) war ein US-amerikanischer Entomologe deutscher Herkunft, dessen Hauptinteresse den Käfern galt. Er beeinflusste eine große Zahl amerikanischer Insektenkundler, zum Beispiel Herbert Spencer Barber.
Schwarz studierte zunächst Entomologie in Europa und dann ab 1872 bei Hermann August Hagen an der Harvard University. Seine interessante Korrespondenz und die auch wissenschaftlich immer noch wertvollen Aufzeichnungen werden in den Smithsonian Institution Archives aufbewahrt.